# Sealsfieldův kámen
Sealsfieldův kámen je skalní stěna s vyhlídkou do údolí Dyje v Národním parku Podyjí, jižně od města Znojma. Místo nese jméno spisovatele Charlese Sealsfielda, rodáka z nedalekých Popic, který vyhlídku s oblibou navštěvoval.

## Popis
V lesích nad Trauznickým údolím, pět kilometrů na jihozápad od středu Znojma, se nachází vysoko nad zákrutem řeky Dyje jedna z nejkrásnějších vyhlídek Národního parku Podyjí. Na začátku 19. století učarovala rodákovi z nedalekých Popic, spisovateli Charlesi Sealsfieldovi, který zde rád sedával a meditoval.
Naproti Sealsfieldovu kameni se otvírá rokle Mločího potoka a dole u řeky lze spatřit strmou Býčí skálu. V těchto místech končí vzdutí vod znojemské přehrady. Není bez zajímavosti, že ve 20. století si vodohospodáři pohrávali s myšlenkou výstavby šedesátimetrové hráze právě zde u Býčí skály. Proponované vodní dílo by zatopilo dyjské údolí od Sealsfieldova kamene přes proslulý ostroh Šobes až po rakouský Hardegg.

## Galerie

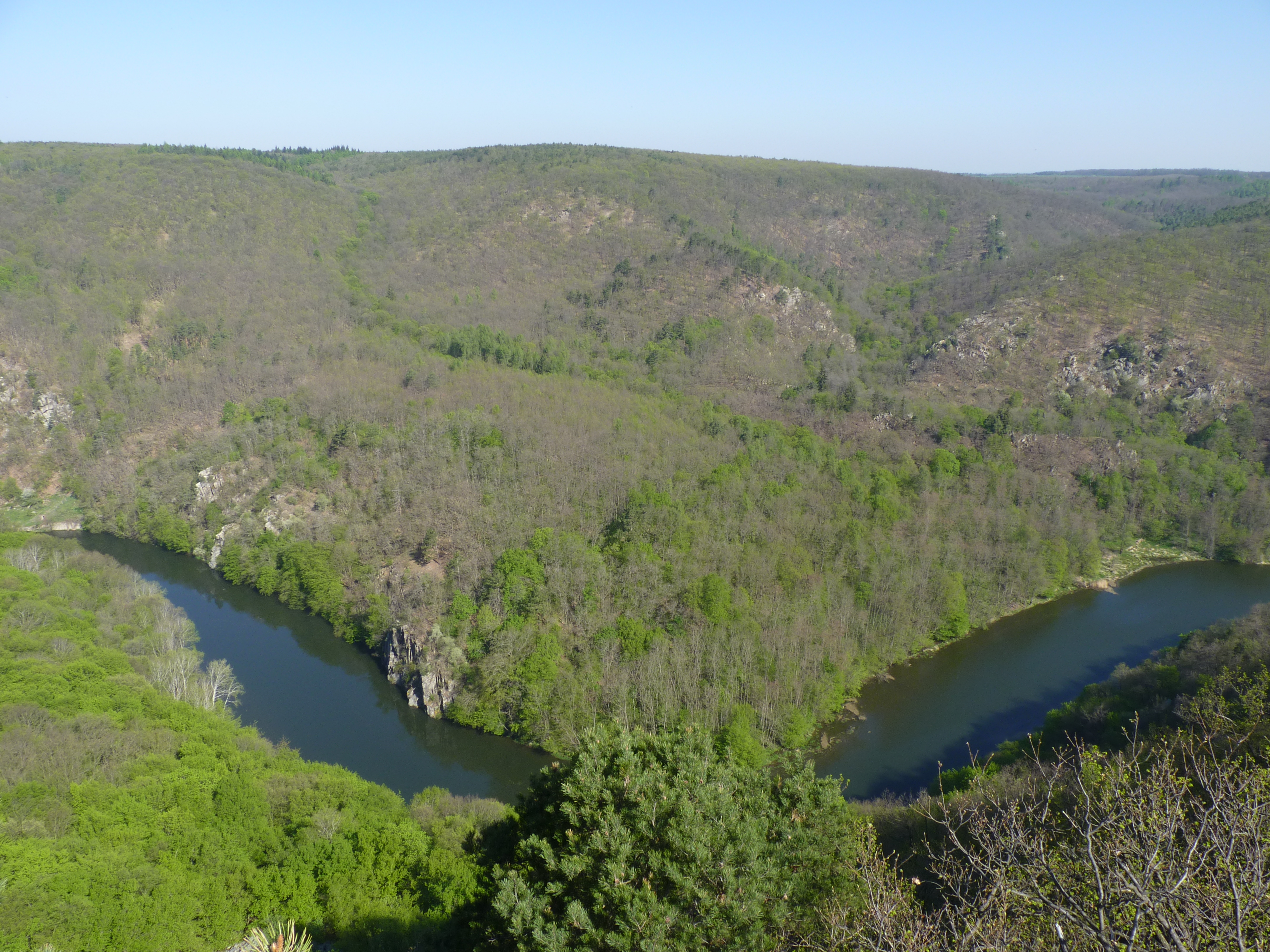
Vyhlídka do údolí Dyje
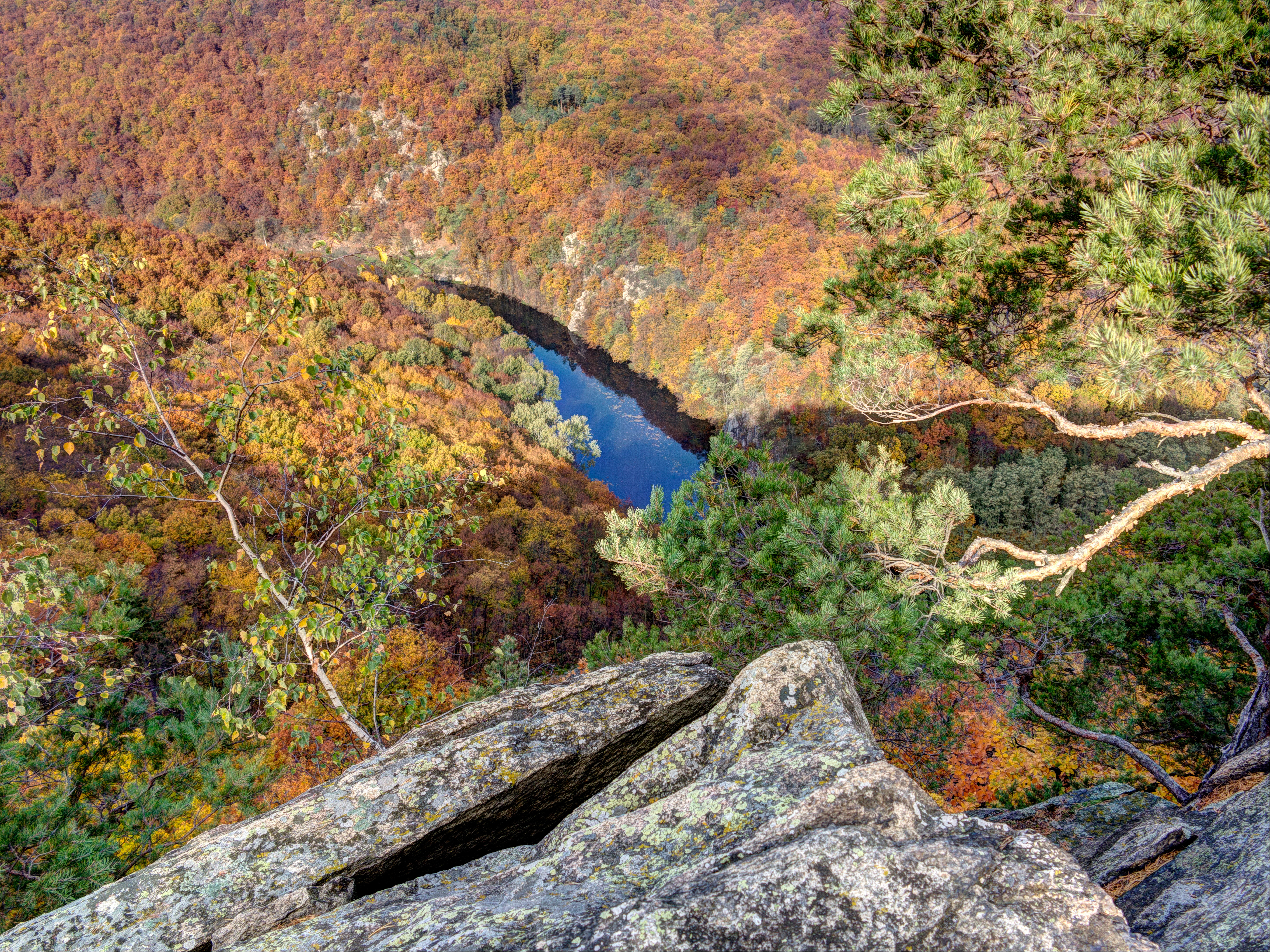
Vyhlídka na podzim
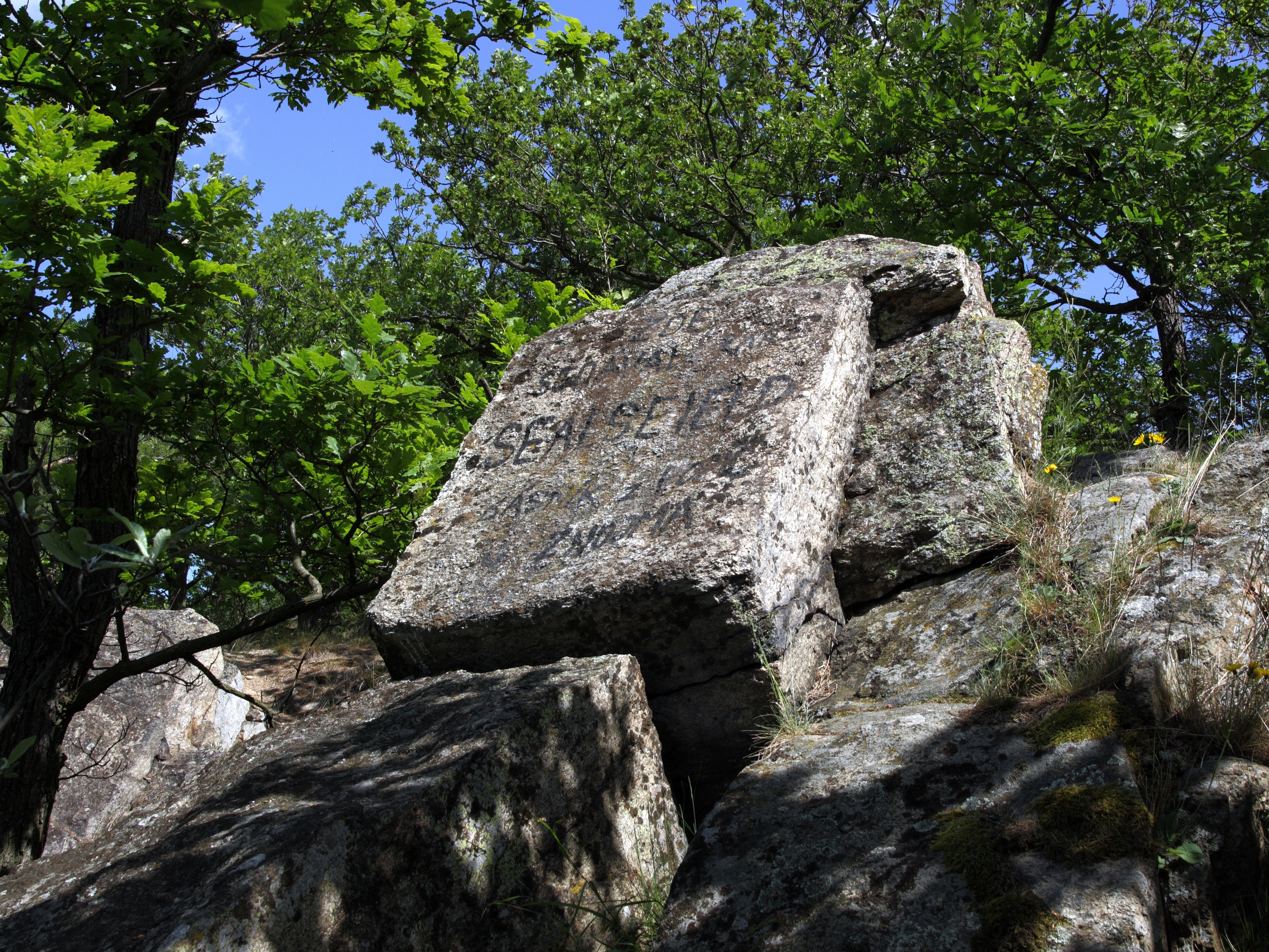
Pamětní kámen na místě, kde Sealsfield údajně rád sedával
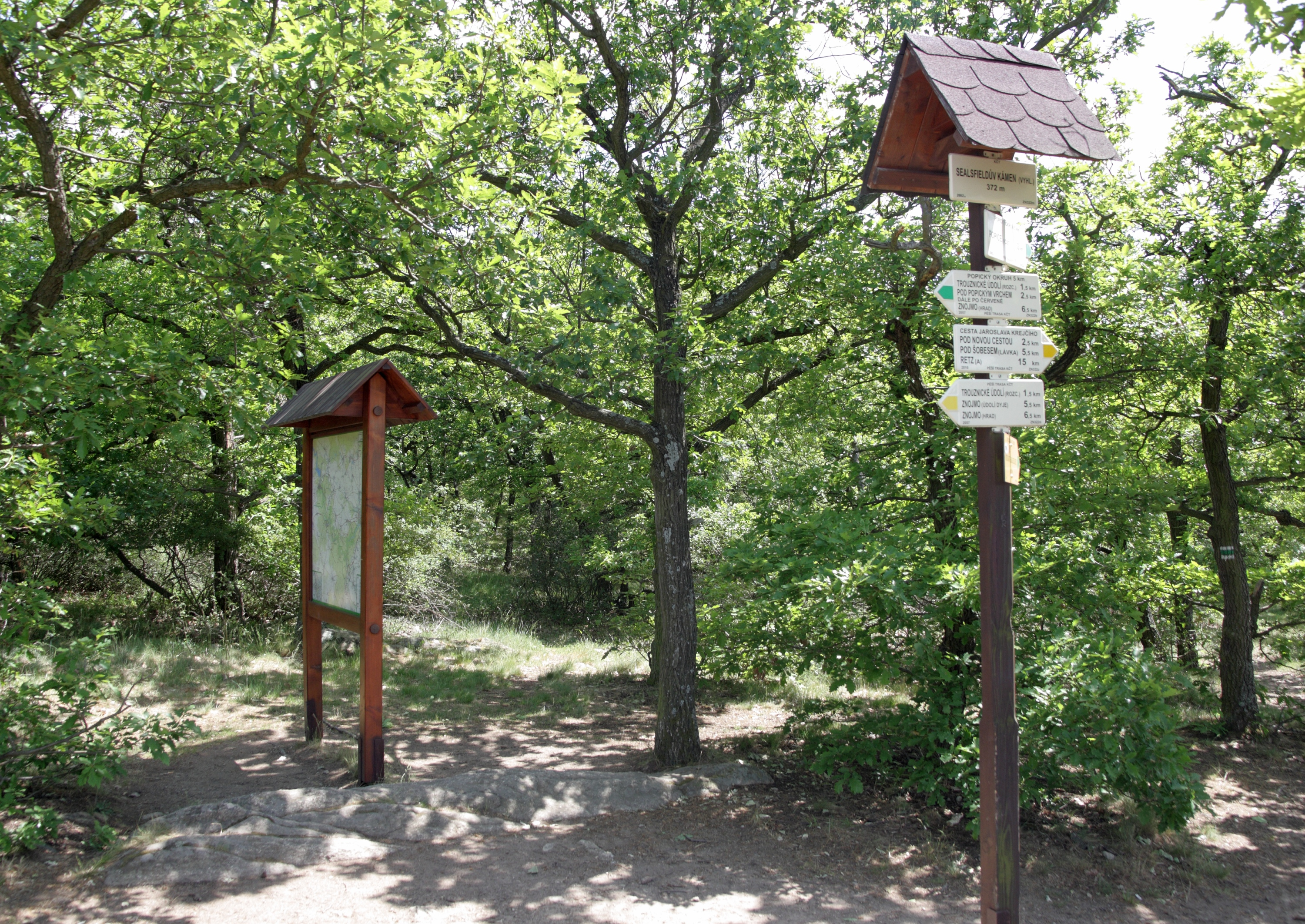
Rozcestník a informační tabule